# Ritratto di Beatrice d'Aragona
Il ritratto di Beatrice d'Aragona è una scultura marmorea (40,6x40,4x20 cm), realizzata da Francesco Laurana intorno al 1475 circa e custodita nella Frick Collection di New York.

## Descrizione e stile
L'opera fa parte della celebre serie di ritratti femminili dell'artista, come il Busto di donna nella stessa collezione.
Il busto, comprendente le spalle, è tagliato all'altezza del petto, con una targa al centro che riporta il nome dell'effigiata la "diva" Beatrice d'Aragona. L'opera fu probabilmente realizzata in occasione delle nozze della ragazza con Mattia Corvino, avvenute nel 1475. I lineamenti della donna appaiono ancora quasi infantili, tondeggianti, privi delle caratteristiche più espressive quali il doppio mento e il naso ispessito che si trovano nei ritratti successivi della regina.
L'opera è caratterizzata da un equilibrio tra l'individuazione fisiognomica e l'astrazione geometrica, secondo uno stile che rese celebre l'autore. Beatrice ha la testa coperta da una cuffia, forse anticamente coperta da un maglio metallico, che nasconde le orecchie, mentre la veste ha i bordi finemente incisi. Le superfici sono lisce e modellano elegantemente la figura, creando un ritratto rarefatto, che ricorda la sintesi di Piero della Francesca.